# Cour d'appel de Bari
La cour d'appel de Bari est une des 26 cours d'appel italiennes, une des deux dans la région des Pouilles.
Son ressort (distretto) comprend les tribunaux (tribunali ordinari) de Bari, Foggia et Trani, ainsi que 17 sièges des juges de paix (Giudici di pace).

## Histoire
Dans les Pouilles, le choix des sièges des organes juridictionnels a été l'objet de nombreuses disputes, surtout entre les villes de Bari et Trani,.
Le premier organe d’appel dans la région fut institué en 1808 par le royaume de Naples napoléonien, sous le nom de Tribunal d’appel (depuis 1809 nommé cour d’appel) ; le siège fut fixé à Altamura.
Après la Restauration et la naissance du royaume des Deux-Siciles, le siège du juge d’appel (Gran Corte civile) fut placé à Trani en 1817.
Nel 1861, après l’unification italienne, la cour d’appel resta à Trani.
Elle a été déplacée à Bari en 1923; en 1930 fut instituée la chambre détachée de Lecce, cour autonome depuis 1947.

## Compétence territoriale
Les ressorts sont mis à jour selon la Loi 27 février 2015 n. 11.

## Tribunale di Bari

### Giudice di pace di Altamura
Altamura

### Giudice di pace di Bari
Acquaviva delle Fonti, Adelfia, Bari, Binetto, Bitetto, Bitonto, Bitritto, Capurso, Casamassima, Cassano  delle  Murge, Cellamare, Conversano, Gioia del Colle, Giovinazzo, Grumo Appula, Modugno, Mola di Bari, Noicattaro, Palo del Colle, Rutigliano, Sammichele di  Bari, Sannicandro  di  Bari, Santeramo  in  Colle, Toritto, Triggiano, Valenzano

### Giudice di pace di Gravina di Puglia
Gravina in Puglia, Poggiorsini

### Giudice di pace di Monopoli
Monopoli, Polignano a Mare

### Giudice di pace di Noci
Alberobello, Locorotondo, Noci

### Giudice di pace di Putignano
Castellana Grotte, Putignano, Turi

## Tribunale di Foggia

### Giudice di pace di Cerignola
Cerignola

### Giudice di pace di Foggia
Accadia, Anzano  di  Puglia, Ascoli  Satriano, Bovino, Candela, Carapelle, Castelluccio dei Sauri, Deliceto, Foggia, Monteleone  di  Puglia, Ordona, Orsara  di  Puglia, Orta  Nova, Panni, Rocchetta  Sant'Antonio, Sant'Agata di Puglia, Stornara, Stornarella, Vieste

### Giudice di pace di Lucera
Alberona, Apricena, Biccari, Cagnano Varano, Carlantino, Carpino, Casalnuovo  Monterotaro, Casalvecchio di Puglia, Castelluccio Valmaggiore, Castelnuovo  della  Daunia, Celenza  Valfortore, Celle  di  San  Vito, Chieuti, Faeto, Ischitella, Lesina, Lucera, Motta  Montecorvino, Peschici, Pietramontecorvino, Poggio  Imperiale, Rignano Garganico, Rodi Garganico, Roseto Valfortore,  San Giovanni Rotondo, San Marco in Lamis, San  Marco  la  Catola, San  Nicandro  Garganico, San  Paolo  di  Civitate, Serracapriola, Torremaggiore, Troia,  Vico  del Gargano, Volturara Appula, Volturino

### Giudice di pace di Manfredonia
Isole Tremiti, Manfredonia, Mattinata, Monte Sant'Angelo, Zapponeta

### Giudice di pace di San Severo
San Severo

### Giudice di pace di Trinitapoli
Margherita di Savoia, San Ferdinando di Puglia, Trinitapoli

## Tribunale di Trani

### Giudice di pace di Andria
Andria

### Giudice di pace di Barletta
Barletta

### Giudice di pace di Bisceglie
Bisceglie

### Giudice di pace di Canosa di Puglia
Canosa di Puglia

### Giudice di pace di Trani
Corato, Minervino Murge, Molfetta, Ruvo di Puglia, Spinazzola, Terlizzi, Trani

## Autres organes juridictionnels compétents pour le ressort

### Chambres spécialisées
- Corte d'assise (cour d’assises) : Bari, Trani et Foggia
- Corte d'assise d’appello (cour d'assises d'appel) :  Bari
- Sezione specializzata in materia di impresa (chambre pour les entreprises) auprès du Tribunal et de la Cour d’appel de Bari
- Tribunale regionale delle acque pubbliche (eaux publiques) : Naples

### Justice pour les mineurs
- Tribunale per i minorenni (Tribunal pour mineurs): Bari[9]

### Surveillance
Organes juridictionnels pour l’exécution et le contrôle de la peine 
- Magistrato di sorveglianza :  Bari et Foggia
- Tribunale di sorveglianza : Bari

### Justice fiscale
- Commissione tributaria provinciale (CTP): Bari et Foggia
- Commissione tributaria regionale (CTR) des Pouilles : Bari

### Justice militaire
- Tribunale militare : Naples
- Corte d’appello militare :  Rome

### Justice des comptes publics
- Corte dei conti : Sezione giurisdizionale (chambre juridctionnelle) pour la Région des Pouilles; Sezione di controllo (chambre de contrôle) pour la Région des Pouilles; Procura regionale (ministère public) auprès de la Chambre juridctionnelle pour la Région des Pouilles (Bari)

### Justice administrative
- Tribunale amministrativo regionale (tribunal administratif régional) pour les Pouilles (Bari)[10]

### Usi civici
Organe statuant sur les propriétés collectives et les droits d’usage
- Commissariato per la liquidazione degli usi civici des Pouilles : Bari